# Ясуда Мітіхіро
Ясуда Мітіхіро (яп. 安田 理大, нар. 20 грудня 1987, Кобе) — японський футболіст.

## Виступи за збірну
2008 року дебютував в офіційних матчах у складі національної збірної Японії. Відтоді провів у формі головної команди країни 7 матчі.

## Статистика виступів
| Збірна Японії | Збірна Японії | Збірна Японії |
| Роки          | Ігри          | голи          |
| ------------- | ------------- | ------------- |
| 2008          | 5             | 0             |
| 2009          | 1             | 1             |
| 2010          | 0             | 0             |
| 2011          | 1             | 0             |
| Усього        | 7             | 1             |

## Титули і досягнення
- Володар Кубка Джей-ліги (1):

«Ґамба Осака»: 2007
- Володар Суперкубка Японії (1):

«Ґамба Осака»: 2007
- Володар Кубка Імператора Японії (2):

«Ґамба Осака»: 2008, 2009
- Переможець Ліги чемпіонів АФК (1):

«Ґамба Осака»: 2008
- Переможець Пантихоокеанського чемпіонату (1):

«Ґамба Осака»: 2008